# La Pesca
La Pesca es un pequeño pueblo en el estado mexicano de Tamaulipas. Se ubica en el Golfo de México, en la desembocadura del Río Soto La Marina, entre la Laguna Madre al norte y la Laguna Morales al sur. El 11 de agosto de 1825, Eliseo Arellano Hinojosa, un hábil y decidido pescador, fundó un asentamiento que luego se convertiría en una parte importante de la historia de la región. Se encuentra al este de la capital del estado, Ciudad Victoria, en el municipio de Soto la Marina.
La economía local se basa principalmente en la pesca, el turismo y las actividades recreativas marítimas. La Pesca también se utiliza con frecuencia como punto de referencia ("punto de interrupción") en los avisos meteorológicos emitidos por el gobierno.

## Geografía
La localidad de La Pesca se encuentra ubicada en el municipio de Soto la Marina, en el este del mismo. Se encuentra dentro de una llanura, cerca de la costa de la laguna Madre. Tiene una altura media de 6 m s. n. m.

### Clima
El clima predominante en La Pesca es el semicálido subhúmedo, con lluvias en verano. Tiene una temperatura media anual de 23.0 °C y una precipitación media anual de 748.7 mm.
| Parámetros climáticos promedio de La Pesca, Soto la Marina | Parámetros climáticos promedio de La Pesca, Soto la Marina | Parámetros climáticos promedio de La Pesca, Soto la Marina | Parámetros climáticos promedio de La Pesca, Soto la Marina | Parámetros climáticos promedio de La Pesca, Soto la Marina | Parámetros climáticos promedio de La Pesca, Soto la Marina | Parámetros climáticos promedio de La Pesca, Soto la Marina | Parámetros climáticos promedio de La Pesca, Soto la Marina | Parámetros climáticos promedio de La Pesca, Soto la Marina | Parámetros climáticos promedio de La Pesca, Soto la Marina | Parámetros climáticos promedio de La Pesca, Soto la Marina | Parámetros climáticos promedio de La Pesca, Soto la Marina | Parámetros climáticos promedio de La Pesca, Soto la Marina | Parámetros climáticos promedio de La Pesca, Soto la Marina |
| Mes                                                        | Ene.                                                       | Feb.                                                       | Mar.                                                       | Abr.                                                       | May.                                                       | Jun.                                                       | Jul.                                                       | Ago.                                                       | Sep.                                                       | Oct.                                                       | Nov.                                                       | Dic.                                                       | Anual                                                      |
| ---------------------------------------------------------- | ---------------------------------------------------------- | ---------------------------------------------------------- | ---------------------------------------------------------- | ---------------------------------------------------------- | ---------------------------------------------------------- | ---------------------------------------------------------- | ---------------------------------------------------------- | ---------------------------------------------------------- | ---------------------------------------------------------- | ---------------------------------------------------------- | ---------------------------------------------------------- | ---------------------------------------------------------- | ---------------------------------------------------------- |
| Temp. máx. abs. (°C)                                       | 32.0                                                       | 38.0                                                       | 36.0                                                       | 40.0                                                       | 40.0                                                       | 41.0                                                       | 39.0                                                       | 39.0                                                       | 38.0                                                       | 40.0                                                       | 36.0                                                       | 35.0                                                       | 41.0                                                       |
| Temp. máx. media (°C)                                      | 21.6                                                       | 23.0                                                       | 26.3                                                       | 28.4                                                       | 31.1                                                       | 33.0                                                       | 32.6                                                       | 33.2                                                       | 31.8                                                       | 29.9                                                       | 26.2                                                       | 22.4                                                       | 28.3                                                       |
| Temp. media (°C)                                           | 16.5                                                       | 18.0                                                       | 20.9                                                       | 23.2                                                       | 26.0                                                       | 27.5                                                       | 27.3                                                       | 27.7                                                       | 26.6                                                       | 24.3                                                       | 20.8                                                       | 17.2                                                       | 23.0                                                       |
| Temp. mín. media (°C)                                      | 11.2                                                       | 13.0                                                       | 15.5                                                       | 18.1                                                       | 20.9                                                       | 22.1                                                       | 22.1                                                       | 22.2                                                       | 21.3                                                       | 18.7                                                       | 15.3                                                       | 11.9                                                       | 17.7                                                       |
| Temp. mín. abs. (°C)                                       | -2.0                                                       | 1.0                                                        | 1.0                                                        | 2.5                                                        | 8.0                                                        | 12.0                                                       | 14.0                                                       | 12.0                                                       | 10.0                                                       | 5.0                                                        | 0.0                                                        | -5.0                                                       | -5.0                                                       |
| Precipitación total (mm)                                   | 26.0                                                       | 14.9                                                       | 11.6                                                       | 38.3                                                       | 46.5                                                       | 99.6                                                       | 100.2                                                      | 92.4                                                       | 153.1                                                      | 99.6                                                       | 37.3                                                       | 29.2                                                       | 748.7                                                      |
| Días de precipitaciones (≥ 1 mm)                           | 2.6                                                        | 1.7                                                        | 1.5                                                        | 2.7                                                        | 3.2                                                        | 4.6                                                        | 4.1                                                        | 4.2                                                        | 6.3                                                        | 5.4                                                        | 2.4                                                        | 2.7                                                        | 41.4                                                       |
| Fuente: Servicio Meteorológico Nacional                    |                                                            |                                                            |                                                            |                                                            |                                                            |                                                            |                                                            |                                                            |                                                            |                                                            |                                                            |                                                            |                                                            |

## Demografía
De acuerdo con el Censo de Población y Vivienda realizado en 2020 por el Instituto Nacional de Estadística y Geografía (INEGI), en La Pesca había un total de 1742 habitantes, 889 mujeres y 853 hombres; y 726 viviendas, de las cuales 526 estaban habitadas.

### Evolución demográfica
| Gráfica de evolución demográfica de La Pesca entre 1900 y 2020 |
|                                                                |
| Fuente: Instituto Nacional de Estadística y Geografía.         |